# Supercopa Sudamericana 1993
VI Supercopa Sudamericana 1993

## 1/8 finału (6.10i13.10)
Cruzeiro EC –  CSD Colo-Colo 6:1 i 3:3

 Club Nacional de Football –  Racing Club 1:1 i 3:1

 Club Olimpia –  CR Flamengo 1:0 i 1:3

 River Plate –  Argentinos Juniors 2:1 i 2:1

 Estudiantes La Plata –  Boca Juniors 2:0 i 3:1
1. 1:0 G. González 56, 2:0 Calderón 65
2. 1:0 Calderón 30, 1:1 Graziani 58, 2:1 Calderón 78, 3:1 A. Paz?

 Santos FC –  Atlético Nacional 0:0 i 0:1

 Peñarol –  Grêmio 1:0 i 0:2

 São Paulo –  Independiente 2:0 i 1:1

## 1/4 finału (20.10i27.10)
Cruzeiro EC –  Club Nacional de Football 1:2 i 3:2, karne 2:4

 River Plate –  CR Flamengo 2:1 i 0:1, karne 5:6

 Atlético Nacional –  Estudiantes La Plata 1:0 i 1:0

 São Paulo –  Grêmio 2:2 i 1:0

## 1/2 finału (3.11i10.11)
CR Flamengo –  Club Nacional de Football 2:1 i 3:0

 São Paulo –  Atlético Nacional 1:0 i 1:2, karne 5:4

## FINAŁ
CR Flamengo –  São Paulo 2:2 i 2:2, karne 4:5
17 listopada 1993 Rio de Janeiro Estádio do Maracanã (~50000)

 CR Flamengo –  São Paulo 2:2

Sędzia: ?

Bramki: ?

CR Flamengo: ?

São Paulo FC:?
24 listopada 1993 São Paulo Estádio do Morumbi (~80000)

 São Paulo –  CR Flamengo 2:2, karne 5:4

Sędzia: ?

Bramki: ?

São Paulo FC: ?

CR Flamengo:?